# Sterk Katalin
Sterk Katalin, Társiné (Tatabánya, 1961. szeptember 30. –) Európa-bajnoki bronzérmes magyar magasugró. Európa-csúcstartó, négyszeres magyar bajnok. Az 1982-ben Milánóban felállított fedett pályás magyar rekordja közel 40 évig (2021-ig) érvényes csúcsként szerepelt.

## Sportpályafutása
1974-ben kezdett a Tatabányai Sportiskolában atletizálni, elsősorban négypróba versenyeken. Később a Tatabányai Bányász atlétája lett. 1977-től váltott át a magasugrásra. Az 1979-es felnőtt ob-n negyedik volt. Az ifjúsági Európa-bajnokságon 13. lett. 1980 júniusában 187 cm-rel utánpótlás csúcsot ugrott. Augusztusban felnőtt magyar bajnok lett. 1981-ben háromszor javította meg az utánpótlás csúcsot. 1982-ben a fedett pályás Eb-n az első helyezettel azonos eredménnyel (199 cm) lett bronzérmes, egyben fedett pályás magyar és Európa-csúcstartó. Májusban japán versenykörúton vett részt, amin három győzelmet szerzett. Június végén a Budapest Nagydíjon felnőtt magyar csúcsot ért el, amit néhány nap múlva tovább javított. Az 1982-es atlétikai Európa-bajnokságon 191 cm-rel nyolcadik volt. Decemberben az év magyar sportolónője választáson második helyen végzett. 1983 elején achilles-ín sérülése miatt gipszbe került a lába. Emiatt nem indulhatott a budapesti fedett pályás Eb-n. A nyár elején mariborban súlyos sérülést szenvedett. Csak július végén kezdett újra versenyezni. Az 1983-as atlétikai világbajnokságon 184 cm-rel 12. lett. Néhány nap múlva még Helsinkiben megoperálták a lábát. Állapota egy év után sem tette lehetővé a rendszeres terhelést. 1984 augusztusában újra megoperálták. Az 1986-os fedett pályás szezonban indult újra versenyen. Júliusban lépte át a 190 cm-es határt. Augusztusban a magyar bajnokságon 198-cm-es országos csúccsal győzött. Az Európa-bajnokságon nem jutott tovább a selejtezőből. Az 1987-es fedett pályás atlétikai Európa-bajnokságon a hetedik helyen végzett. A fedett pályás atlétikai világbajnokságon kilencedik volt. A római világbajnokságra nem tudott a csapatba kerülni. Az 1988-as fedett pályás atlétikai Európa-bajnokságon a 13. helyen végzett.

## Rekordjai
Magasugrás
- 187 cm (1980. június 22., Budapest) országos utánpótlás-csúcsbeállítás[13]
- 190 cm (1981. június 28., Budapest) országos utánpótláscsúcs[14]
- 192 cm (1981. szeptember 5., Budapest) országos utánpótláscsúcs[15]
- 193 cm (1981. szeptember 16., Tatabánya) országos utánpótláscsúcs[16]
- 195 cm (1982. június 30., Budapest) országos felnőtt és utánpótláscsúcs[17]
- 196 cm (1982. július 4., Aries) országos felnőtt és utánpótláscsúcs[18]
- 198 cm (1986. augusztus 7., Budapest) országos csúcs[19]

Fedett pálya
- 199 cm (1982. március 7., Milánó) Európa-csúcs beállítás és országos csúcs[20]

### Legjobb eredményei évenként
- 1978: 178 cm (9.)[21]
- 1979: 181 cm (4.)[22]
- 1980: 187 cm (3.)[23]
- 1981: 193 cm (1., világranglista: 11.)[24]
- 1982: 196 cm (1., világranglista: 7.)[25]
- 1983: 190 cm (3.)[26]
- 1984: –
- 1985: –
- 1986: 198 cm (1., világranglista: 4.)[27]
- 1987: 192 cm (1.)[28]
- 1988: 188 cm (1.)[29]
- 1989: 187 cm (3.)[30]
- 1990: 180 cm (6.)[31]
- 1991: 175 cm

Zárójelben az év végi magyar ranglistahelyezés.

## Eredményei
| Év   | Verseny                        | Helyszín               | Helyezés    | Eredmény |
| ---- | ------------------------------ | ---------------------- | ----------- | -------- |
| 1979 | országos bajnokság             | Budapest               | 4.          | 177 cm   |
| 1979 | Ifi ob                         | Budapest               | 2.          | 172 cm   |
| 1979 | Ifi Eb                         | Bydgoszcz              | 13.         | 175 cm   |
| 1980 | országos bajnokság             | Budapest               | 1.          | 184 cm   |
| 1980 | Junior ob                      | Budapest               | 1.          | 185 cm   |
| 1981 | Fedett pályás ob               |                        | 2.          | 185 cm   |
| 1982 | Fedett pályás Európa-bajnokság | Milánó, Olaszország    | 3.          | 199 cm   |
| 1982 | Európa-bajnokság               | Athén, Görögország     | 8.          | 191 cm   |
| 1982 | országos bajnokság             | Budapest               | 1.          | 190 cm   |
| 1982 | Fedett pályás ob               | Budapest               | 1.          | 190 cm   |
| 1982 | Junior ob                      | Budapest               | 1.          | 193 cm   |
| 1983 | világbajnokság                 | Helsinki, Finnország   | 12.         | 184 cm   |
| 1986 | Európa-bajnokság               | Stuttgart, NSZK        | helyezetlen | 186 cm   |
| 1986 | országos bajnokság             | Budapest               | 1.          | 198 cm   |
| 1987 | Fedett pályás világbajnokság   | Indianapolis, USA      | 9.          | 188 cm   |
| 1987 | Fedett pályás Európa-bajnokság | Liévin, Franciaország  | 7.          | 188 cm   |
| 1987 | országos bajnokság             |                        | 3.          | 184 cm   |
| 1988 | Fedett pályás Európa-bajnokság | Budapest, Magyarország | 13.         | 180 cm   |
| 1988 | országos bajnokság             |                        | 1.          | 187 cm   |
| 1989 | Fedett pályás ob               |                        | 3.          | 180 cm   |
| 1990 | országos bajnokság             |                        | 2.          | 180 cm   |

## Fordítás
- Ez a szócikk részben vagy egészben  a   Katalin Sterk című angol Wikipédia-szócikk fordításán alapul.  Az eredeti cikk szerkesztőit annak laptörténete sorolja fel. Ez a jelzés csupán a megfogalmazás eredetét és a szerzői jogokat jelzi, nem szolgál a cikkben szereplő információk forrásmegjelöléseként.